# Équipe d'Égypte de rugby à XV
L'équipe d'Égypte de rugby à XV rassemble les meilleurs joueurs de rugby à XV d'Égypte. Elle joue actuellement dans la Coupe d'Afrique 3.

## Histoire
Bien que le rugby à XV soit pratiqué en Égypte depuis 2007, il n'est pas à cette date structuré par l'intermédiaire d'un organisme officiel. À partir de 2017, l'équipe nationale est officiellement régie par une fédération.